# 巴音花镇
巴音花镇，是中华人民共和国内蒙古自治区包头市达尔罕茂明安联合旗下辖的一个乡镇级行政单位。

## 行政区划
巴音花镇下辖以下地区：
开林河嘎查、白音查干嘎查、吉忽龙图嘎查、敖龙忽洞嘎查、巴音敖包嘎查和乌兰宝力格嘎查。